# Zimmer

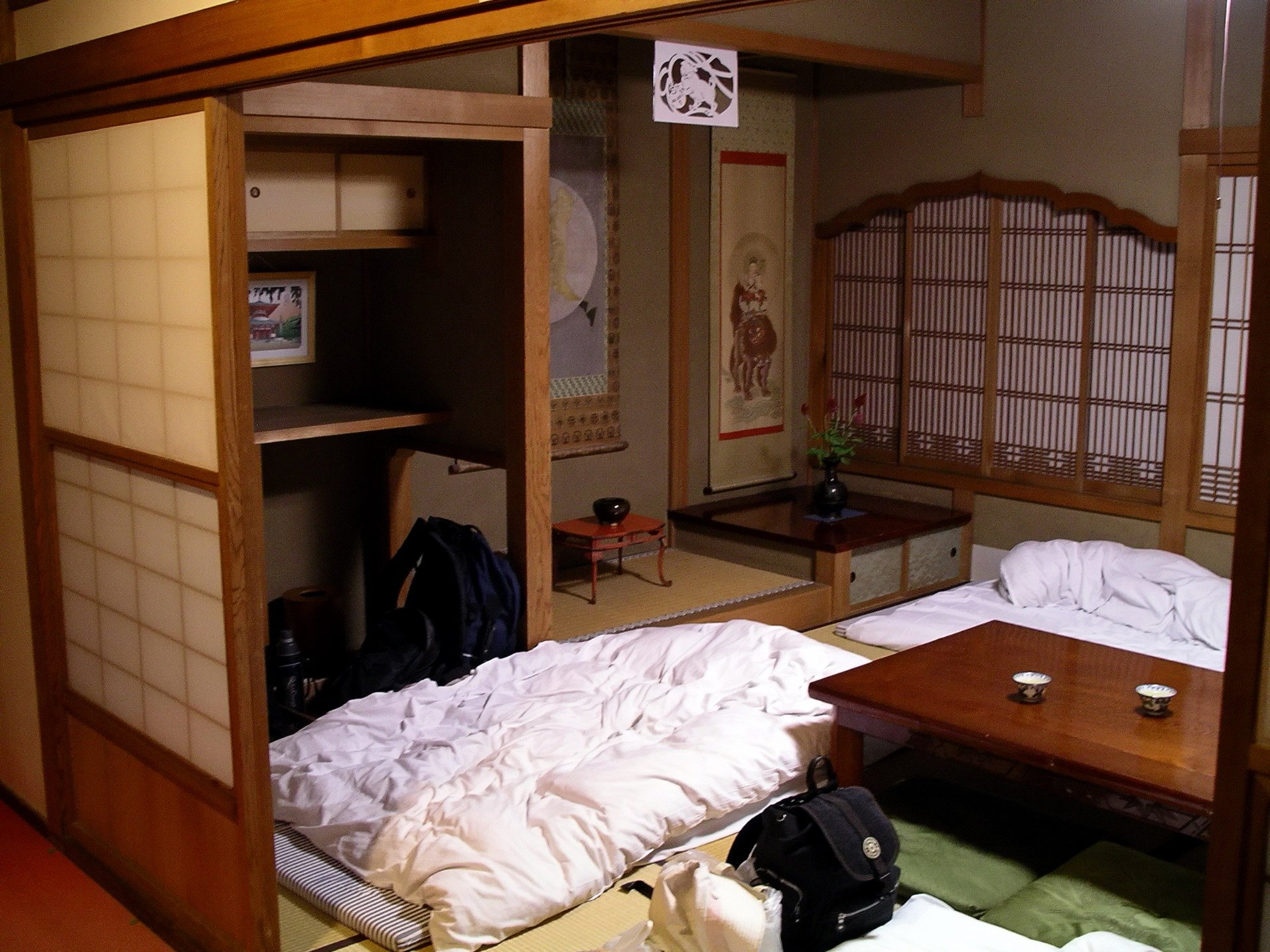
Gastzimmer in Japan (Jugendherberge)

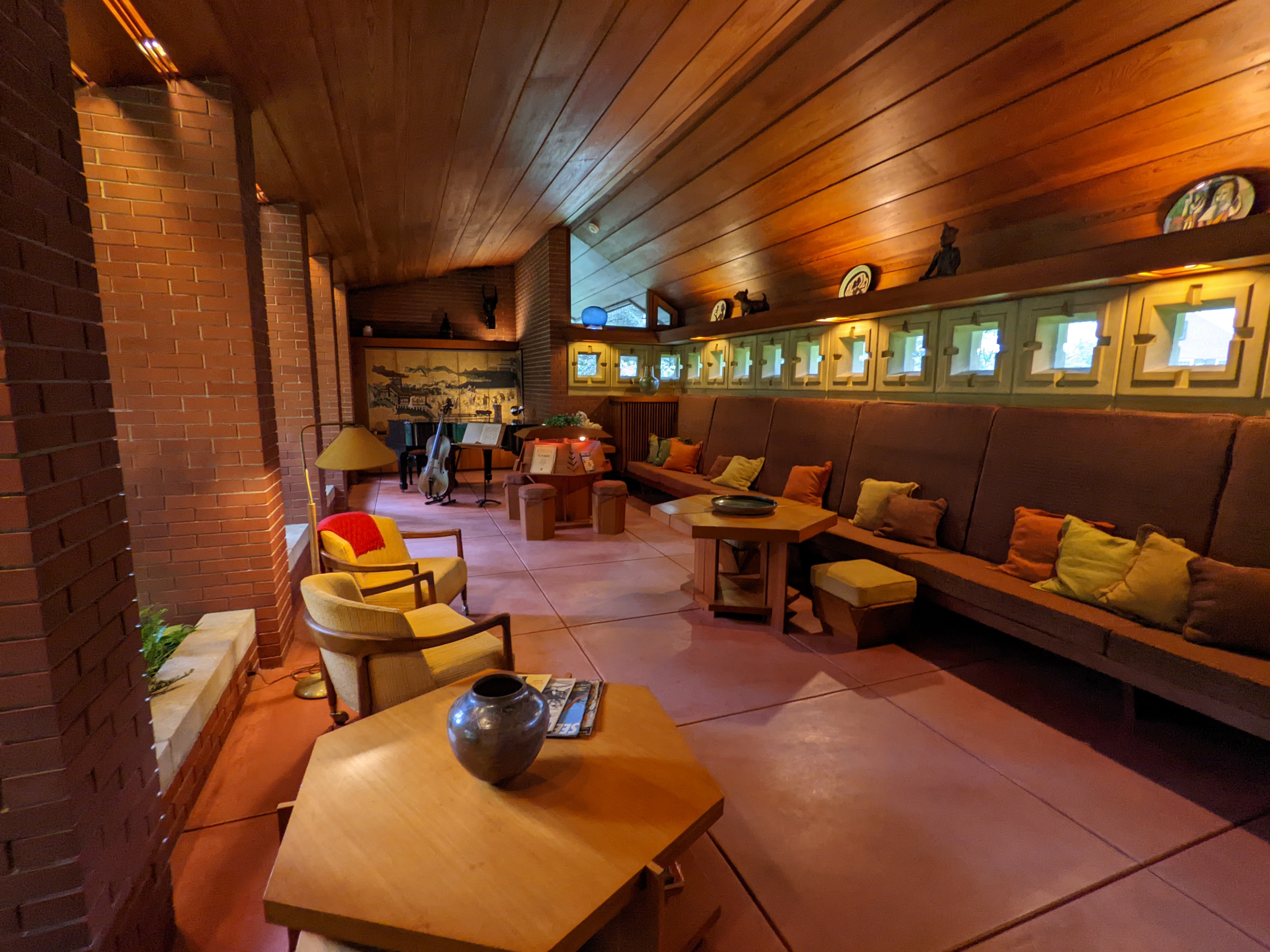
Wohnzimmer

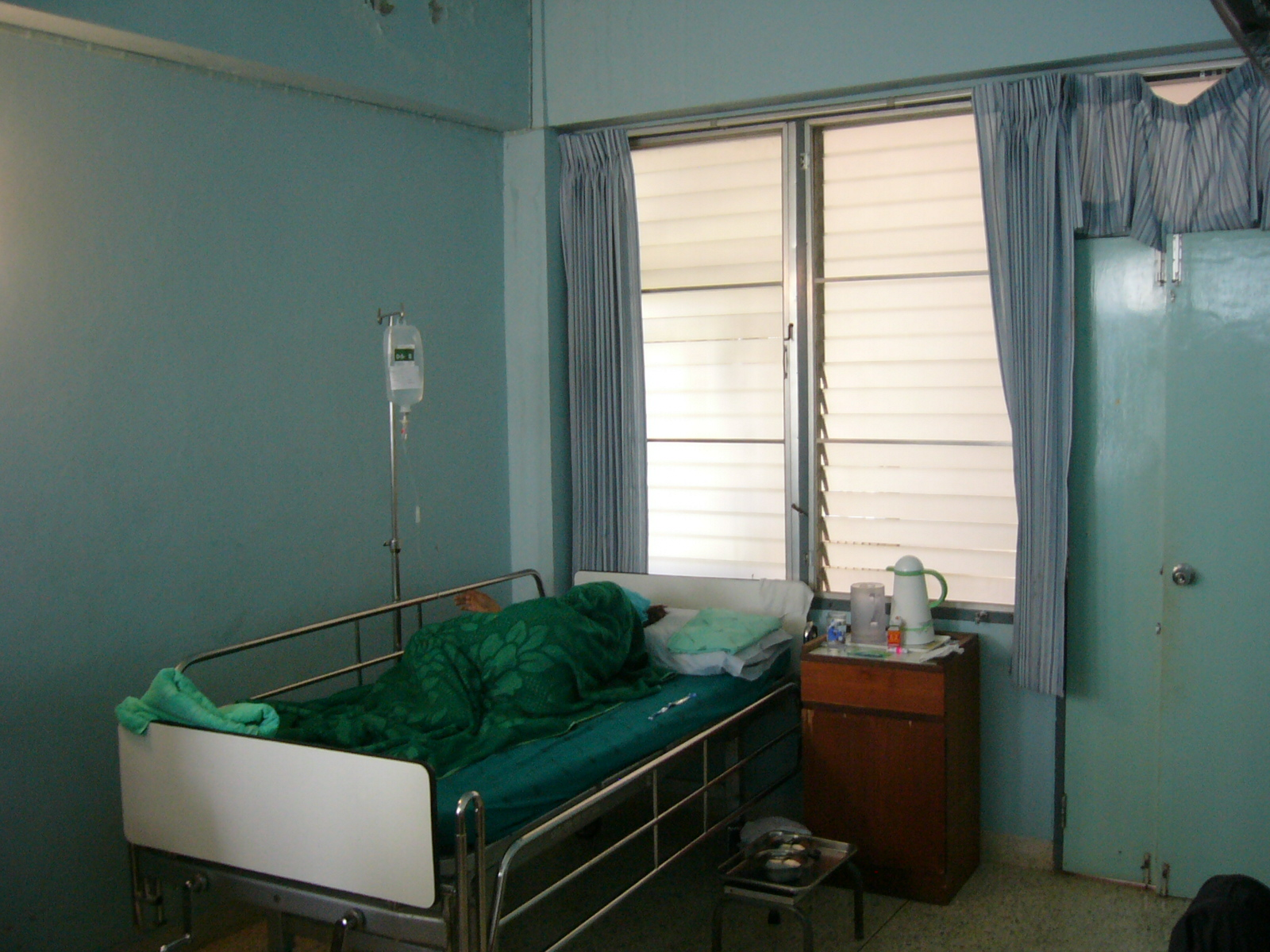
Krankenzimmer (Krankenhaus)

Als Zimmer wird ein Raum bezeichnet, der einen von Wänden, Boden und Decke umschlossenen Teil einer Wohnung oder eines Gebäudes, insbesondere eines Wohngebäudes bildet, eine gewisse Größe bzw. Grundfläche aufweist (in der Regel mindestens circa 10 m²) und üblicherweise über Fenster verfügt (ausgenommen Badezimmer, die oft fensterlos sind). Nicht als Zimmer bezeichnet werden in der Regel die Räume, die ausdrücklich nicht Wohnzwecken dienen, wie der Abstellraum, Garagen, Stallungen oder Nebenräume wie Hausflure, Liftschächte und Ähnliches.
Ein Zimmer betritt man in der Regel durch eine Tür. Oberirdische Zimmer besitzen meist Fenster, die zur Belichtung und zur Belüftung dienen. Zimmer in Tiefparterren oder Untergeschossen dagegen können Kellerfenster haben, Zimmer im obersten Geschoss eventuell (auch oder nur) Dachfenster bzw. Oberlichter.
Bei Wasserfahrzeugen und Luftschiffen nennt man die Räume Kabinen oder Kajüten, bei Schienenfahrzeugen Abteile, bei Wohnmobilen und Wohnwagen ebenfalls Zimmer.

## Wohnraum – Raum, Zimmer, halbes Zimmer
Bei der Beschreibung von Wohnraum wird oftmals der Begriff „halbes Zimmer“ verwendet. Es gibt keine allgemein gültige Definition dieses Begriffs.
In der im März 1951 eingeführten und 1983 zurückgezogenen „DIN 283 – Blatt 1 – Wohnungen“ hatten „vollwertige Wohnräume“ mindestens 10 Quadratmeter und „halbe Zimmer“ 6 bis 10 Quadratmeter sowie eine Mindestbreite von 2,10 Metern über 2/3 der Grundfläche. Küchen mit mindestens 12 m² wurden hierin als Wohnküchen bezeichnet.
Speziell in der Zeit nach der deutschen Wiedervereinigung konnte die Verwendung der Begriffe „Zimmer“ und „Raum“ zu einiger Verwirrung bei der Wohnungssuche führen. So entsprach manche „Vierraumwohnung“ im Plattenbau der ehemaligen DDR einer „Zweizweihalbzimmerwohnung“ nach westlicher Terminologie, da sie neben den Räumen für die Funktionen Wohnen und Schlafen über zwei unter 10 m² große Räume für die Kinder verfügten. Aber auch im Altbaubereich gab und gibt es Wohnungen mit zwei „halben“ Zimmern, z. B. nach der Zusammenlegung einer 2- und einer 2-1/2-Zimmer-Wohnung auf einer Etage, da in der Regel nur eine Küche benötigt wird und so eine der Küchen als Wohnraum umgenutzt werden kann – das Ergebnis wäre in diesem Fall eine 4-2/2-Zimmer-Wohnung.
Der Zensus 2011 über Gebäude und Wohnungen in der Bundesrepublik Deutschland, Stichtag 9. Mai 2011, definiert keine halben Zimmer mehr. Hier wird nur der Begriff Raum definiert: Die Zahl der Räume umfasst alle Wohn-, Ess- und Schlafzimmer und andere separate Räume (z. B. bewohnbare Keller- und Bodenräume) von mindestens 6 m² Größe sowie abgeschlossene Küchen unabhängig von deren Größe. Bad, Toilette, Flur und Wirtschaftsräume werden grundsätzlich nicht mitgezählt. Ein Wohnzimmer mit einer Essecke, Schlafnische oder Kochnische ist als ein Raum zu zählen. Dementsprechend bestehen Wohnungen, in denen es keine bauliche Trennung einzelner Wohnbereiche gibt (z. B. Loft-Wohnungen) aus nur einem Raum.
Heute wird der Begriff neben kleinen Räumen auch für Durchgangszimmer und andere nicht vollwertige Räume, wie beispielsweise Abstellkammern, gebraucht.
Unabhängig davon (der Zensus ist eine rein statistische Erhebung) werden bis heute die Begriffe „Zimmer“ (über 10 m²) und „halbes Zimmer“ (6–<10 m²) in der Wohnungswirtschaft verwendet, wobei Küchen niemals berücksichtigt werden, durchaus aber ein Durchgangszimmer wie ein „Berliner Zimmer“ – dies ist bei Wohnungssuchen zum Zwecke der Gründung einer Wohngemeinschaft im Altbau relevant.
In der Schweiz wird für eine Wohnung maximal ein halbes Zimmer angerechnet. Als halbe Zimmer zählen Wohnküchen mit einer Nettowohnfläche von mindestens 12 m², Wohndielen oder Essplätze mit Fenstern ins Freie und einer verkehrsfreien Fläche von mindestens 6 m².

## Arten von Zimmern
Zimmer werden benannt
- nach ihrem Hauptzweck
  - Wohnzimmer
  - Küche
  - Badezimmer
  - Schlafzimmer oder Klosterzelle
  - Vorratskammer
  - Esszimmer, Speisezimmer
  - Arbeitszimmer, Büro, Atelier, Schreibzimmer, Lesezimmer, Amtszimmer, Konferenzzimmer
  - Kinderzimmer, Spielzimmer
  - Garderobe (Raum)
  - Gästetoilette
  - Fremdenzimmer
  - Gästezimmer
  - Hotelzimmer
  - Wartezimmer
  - Klassenzimmer
- nach ihrer Lage
  - Kellerraum
  - Dachzimmer, Giebelzimmer, Hinterzimmer, Mansardenzimmer
- nach ihrem Stil
  - Berliner Zimmer
  - Suite, luxuriöse Zimmerflucht
- nach ihrer Nutzung
  - Gefängniszelle
  - Waschküche
- nach ihrem Zugangsweg
  - Durchgangszimmer (Zimmer, durch das weitere Zimmer betreten werden können (z. B. Berliner Zimmer))
  - gefangenes Zimmer (Zimmer, welches hinter einem Durchgangszimmer liegt und ausschließlich über dieses betreten oder verlassen werden kann)
- nach ihrer Größe
  - halbes Zimmer

## Wortherkunft, historische und spezielle Begriffe
Das Wort leitet sich von ahd. zimbar ‚Bauholz‘ ab (vergl. englisch timber) und bedeutet ursprünglich hölzernes Blockwerk, Blockhaus. Da diese Bauweise vergleichsweise aufwändig war, wurden oft nur der ebenerdige Wohnraum in Blockbauweise ausgeführt. Das Zimmer war also die gezimmerte Stube. Diese Bedeutung lebt noch in der regionalen Fachsprache des Zimmermanns in dem Ausdruck Zimmer ausdrücklich nur für die Eckverbindung (die Schrot) eines Blockbaus weiter.
Mit dem Zimmer zusammenhängende Begriffe sind:
- Alkoven, eine abgetrennte Nische eines Zimmers, mit kammerähnlichem Charakter
- Gaden, der Raum eines einräumigen Gebäudes
- Kammer, der abgetrennte Raum, ursprünglich ‚Verschlag‘
- Stube, der heizbare Raum, meist der repräsentative Hauptwohnraum (siehe auch Gute Stube)
- Gemach (zu gemächlich): Wohnraum, in den man sich aus den öffentlichen Räumlichkeiten zurückziehen konnte, „Privatraum“. Unter einem heimlichen Gemach[3] verstand man eine im Haus untergebrachte Fäkaliengrube.
- Kabuff: bezeichnet gewöhnlich einen dunklen, engen Raum[4]
- Kabäuschen: bezeichnet ein Kleinstzimmer, in dem bspw. nur Bett und Nachttisch Platz finden. (Das Wort Kombüse wird auf mittelniederländisch kabuyse oder kabuys zurückgeführt und erscheint im 15. Jahrhundert im Mittelniederdeutschen als kabuse (siehe auch Kabuff): Damals bedeutete es so viel wie Bretterverschlag als Küchenraum an Bord, auch kleines, niedriges Deckshaus für die Küche.)
- Kabinett (von altfranzösisch cabine ‚Hütte‘, vergl. Kabine): Das Hinterzimmer (historisch entsprechend dem Hinterstübchen, Hintergaden, im Bauernhaus der Raum hinter der heizbaren Stube, Schlafstätte der Altbauern oder des besseren Gesindes), der Nebenraum einer Einzimmerwohnung, davon der Ausdruck „mit Küche und Kabinett“, wenn das eine Zimmer von Schlaf- und Kochbereich freigehalten werden kann, für eine „bessere“ Wohnung niedrigen Standards oder für ‚den gesamten Hausrat‘; dann auch allgemein der Rückzugsraum in einer herrschaftlichen Wohnung oder einem Club, ein Raum für vertrauliche Beratung oder ein abgeschlossenes Beratungszimmer mit dem dort tagenden Gremium, etwa dem Regierungskabinett
- Kemenate, Kaminraum
- Séparée, abgeteilter, sichtgeschützter Bereich in einem Lokal oder Restaurant
- Gesindestube, Raum im Bauernhaus für das Gesinde[5]